# Ptilinopus hyogastrus
Ptilinopus hyogastrus е вид птица от семейство Гълъбови (Columbidae).

## Разпространение
Видът е разпространен в Индонезия.